# Елайджа Вільямс
Елайджа Вільямс (англ. Elijah Williams; 7 жовтня 1809, Бристоль — 8 вересня 1854, Лондон) — помітний англійський шахіст середини 19-го століття. Він був першим президентом шахового клубу «Bristol & Clifton» і видавцем книги ігор від «the Divan Club». Свого найбільшого успіху він досягнув на Лондонському турнірі 1851 року, де переміг видатного британського гравця Говарда Стаунтона в плей-офф за третє місце.
Стаунтон звинуватив Вільямса, що той тратив у середньому 2,5 години на хід під час деяких матчів, і цією стратегією примушував суперників втрачати концентрацію. За словами Стаунтона, після такої повільної гри Вільямса в Лондоні 1851, наступного року організатори запровадили обмеження часу 20 хвилин на хід. Однак інші джерела суперечать цій точці зору. І дійсно Стаунтон причиною своїх програшів часто називав нестерпно повільну гри опонентів. Часто цитують зауваження Стаунтона під час гри проти Вільямса, «… Елайджа, ви не просто маєте сидіти там — ви повинні сидіти там і думати!»
У своїй книзі «The Complete Chess Addict» Майк Фокс і Річард Джеймс назвали його «бристольським ледарем» через нібито вкрай повільну гру. Це прізвисько надихнуло гітариста Лео Коттке написати мелодію «Бристольський ледар» (він також застосував термін «sitzkrieg» щоб описати стиль гри Вільямса).
Вільямс помер у Лондоні, ставши жертвою спалаху холери.